# طريق نيروبي الشرقي السريع
طريق نيروبي الشرقي السريع هو طريق في كينيا، يُشكل نصف دائرة يمر عبر الأحياء الجنوبية الشرقية والشمالية الشرقية من العاصمة نيروبي. يسمح الطريق لحركة المرور القادمة من مومباسا، المتجهة إلى المناطق الوسطى من كينيا، بتجاوز مركز مدينة نيروبي، مما يُخفف الازدحام المروري في المنطقة التجارية المركزية بالمدينة.

## الموقع
يبدأ الطريق عند تقاطع طريق نيروبي-مومباسا وطريق المطار الشمالي، في إمباكاس، غرب مطار نيروبي الدولي مباشرة، على بعد حوالي 11.5 كيلومتر (7 ميل) جنوب شرق وسط المدينة. ثم يمر عبر الضواحي الجنوبية الشرقية لنيروبي، ويلتف حول الحواف الشمالية لمطار جومو كينياتا الدولي، مرورًا برواي. ثم يعبر من مقاطعة نيروبي إلى مقاطعة كيامبو، ثم ينعطف غربًا، مارًا أسفل طريق ثيكا السريع، وينتهي عند طريق رويرو كاميتي، عند تقاطع طريق رويرو.
يبلغ الطول الإجمالي لطريق نيروبي الشرقي السريع حوالي 44 كيلومتر (27 ميل).

## الملخص
يهدف هذا الطريق إلى تخفيف الازدحام المروري في منطقة الأعمال المركزية في العاصمة، من خلال تحويل حركة المرور الطويلة المسافة من وإلى مدينة الميناء إلى مومباسا، المتجهة إلى وسط كينيا والمقاطعات الواقعة مباشرة شمال نيروبي.
في جهد مماثل، تم بناء طرق سريعة أخرى على الجانبين الشمالي والجنوبي من نيروبي، بهدف التخفيف من الازدحام المروري في وسط المدينة.

## البناء
قامت حكومة كينيا، من خلال هيئة الطرق السريعة الوطنية الكينية، ببناء هذا الطريق السريع وفتحته أمام حركة المرور في عام 2014. تم بناؤه في البداية كطريق أحادي المسار، وبدأت الجهود في عام 2017 لتحويل الطريق السريع إلى طريق مزدوج المسار بأربعة حارات.